# Heugem
Heugem est un quartier dans le sud-est de Maastricht. Le village a été annexé en 1920 à Maastricht, auparavant il faisait partie de l'ancienne municipalité Gronsveld. Heugem est bordé, au nord et à l'est par le Randwyck, à l'ouest par la Meuse et, au sud, par la municipalité de Eijsden-Margraten.

## Histoire
Peu de choses sont connues de l'origine de Heugem. Une église dédiée à saint Michel Archange y est mentionné en 772 mais il n'est pas indiqué si celle-ci était celle d'Heugem. La paroisse existait cependant en 1157 puis fut intégrée à celle de Margraten. L'église de Cadier en Keer dépendait, jusqu'à la fin du XVIIIe siècle de celle de Heugem.
Avant que Heugem ne soit rattaché à Maastricht en 1920, le village faisait partie de l'ancienne municipalité de Gronsveld. Jusqu'en 1980, le village était à majorité agricole et constituait plus une paroisse indépendante au sein de Maastricht. L'origine rurale d'Heugem est encore bien visible dans la structure du vieux village, encore plus ou moins intact.
Depuis 1980, une grande partie des prairies entourant le village a disparu du fait de l'extraction de gravier le long de la Meuse (au sud-ouest du village) et du fait de l'expansion de la ville (au nord et à l'est de celui-ci). La zone située au nord du village constitue désormais Randwyck.

## Patrimoine
Un certain nombre d'anciennes fermes se trouvent à Heugem, ainsi que le manoir Hoogenweerth, aux allures de château sur le fleuve. Le château Hoogenweerth est mentionné dès le XVe siècle, mais sa forme actuelle date en grande partie des XVIIIe et XIXe siècles. Le bâtiment, peint en jaune et gris, présente des éléments de style néo-renaissance et néo-classique.
L'église de Saint-Michel date en grande partie du XVIIIe siècle, mais a été restauré en 1905 avec l'ajout d'un nouveau chœur et en 1960 l'architecte Frits Peutz modifia la nef. La cloche date de 1272 : c'est la plus ancienne cloche de Maastricht. À l'intérieur se trouve une croix triomphale du XVe siècle. L'autel est constitué d'images des apôtres. Plusieurs autres sculptures et des peintures datant des XVIIe et XVIIIe siècles. L'orgue, de la société Pereboom & Leijser, date de 1870, mais dispose d'un buffet d'orgue plus ancien.

## Galerie

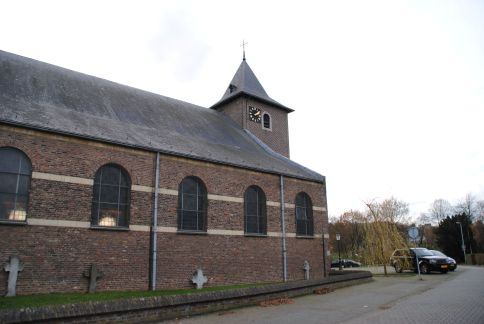
Église Saint-Michel.
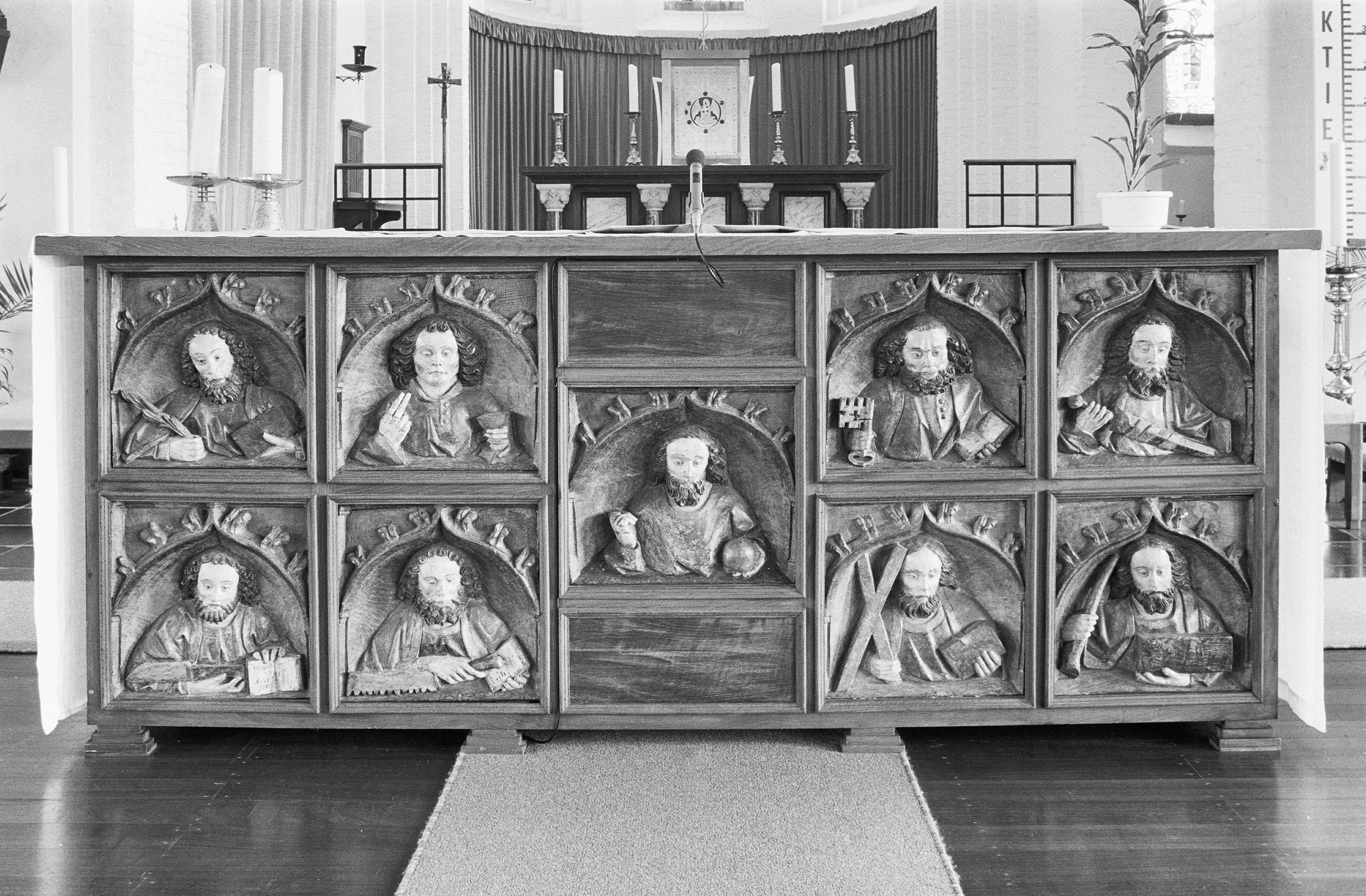
Autel du XVe siècle.
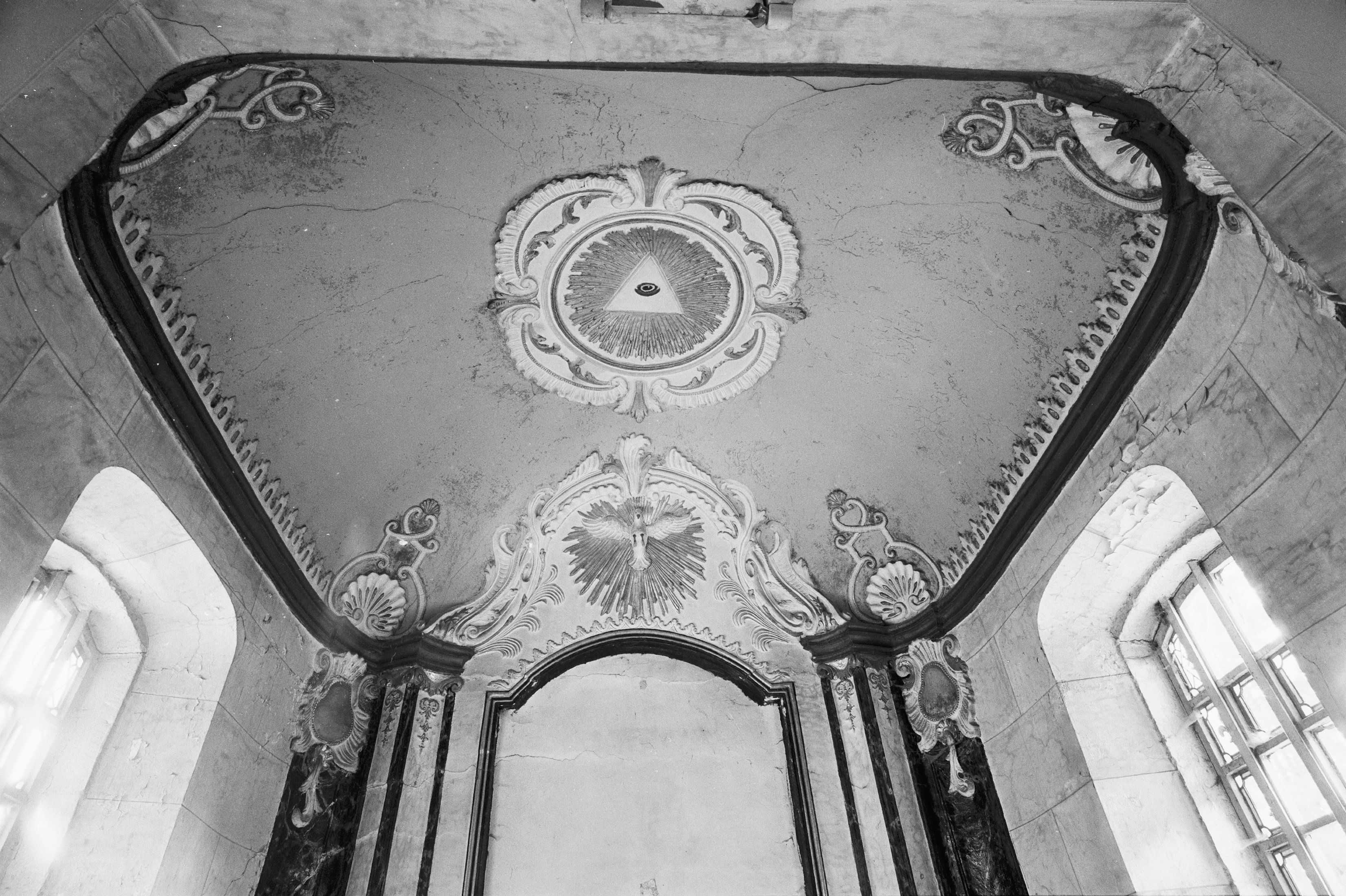
Chapelle Hoogenweerth.